# William Speirs Bruce
Vous lisez un « bon article » labellisé en 2008.
Pour les articles homonymes, voir William Bruce, Bruce et Speirs.
William Speirs Bruce, né à Londres le 1er août 1867 et mort à Édimbourg le 28 octobre 1921, est un océanographe britannique, spécialiste des pôles.
Il abandonne ses études de médecine pour se joindre à la Dundee Whaling Expedition comme assistant scientifique. Cette expédition se prolonge par des voyages en Arctique. En 1899, Bruce postule pour un poste scientifique dans l'expédition Discovery mais la confirmation tardive de cette nomination et les différences de vue avec le président de la Royal Geographical Society, Clements Markham, le conduisent à organiser sa propre expédition aux îles Orcades du Sud et en mer de Weddell sous le nom de Scottish National Antarctic Expedition (SNAE) : l'expédition Scotia (1902-1904). Bruce est le fondateur du Laboratoire océanographique écossais et est à l'origine de l'idée de la marche transcontinentale de l'Antarctique via le pôle Sud qui est, faute de moyens pour qu'il la réalise lui-même, mise en œuvre par Ernest Shackleton lors de l'expédition Endurance (1914-1917). Également spécialiste du Svalbard, il reçoit divers prix pour ses travaux polaires mais ne sera jamais considéré à sa juste valeur, notamment par la Royal Geographical Society.
Ses difficultés de reconnaissance sont généralement attribuées à sa déficience en matière de relations publiques, à son penchant à se faire des ennemis puissants et à son fervent nationalisme écossais. À sa mort, il est totalement oublié et redécouvert notamment à la suite du centenaire de l'expédition Scotia. Depuis, des efforts sont faits pour revaloriser son rôle dans l'histoire scientifique de l'exploration polaire.

## Biographie

### Enfance et études
William Speirs Bruce naît le 1er août 1867 à Kensington Gardens Square à Londres. Quatrième enfant de Samuel Noble Bruce, un médecin écossais, et de son épouse galloise Marie (née Lloyd), son deuxième prénom vient d'une autre branche de l'arbre généalogique de la famille. L'orthographe inhabituelle de ce second prénom le distingue du plus commun « Spiers » et a provoqué des difficultés répétées pour les journalistes et les biographes.
William passe sa petite enfance dans la maison familiale de Londres, au 18 Royal Crescent, Holland Park, sous la tutelle de son grand-père, le Révérend William Bruce. Il fait des visites régulières aux Kensington Gardens et parfois au Muséum d'histoire naturelle. Ces sorties développent l'intérêt du jeune William pour la « la vie et la nature » selon Samuel Bruce.
En 1879, à l'âge de 12 ans, William est placé en pensionnat dans la Norfolk County School, l'école du village de North Elmham dans le comté de Norfolk. Il y reste jusqu'en 1885, puis passe deux années à l'University College School de Hampstead afin de préparer l'examen d'entrée de l'University College de Londres, une école de médecine réputée. Il réussit à la troisième tentative et est prêt à commencer ses études de médecine à l'automne 1887.

### Édimbourg
Au cours des vacances de l'été 1887, Bruce prend une décision essentielle pour sa carrière, il voyage vers le nord jusqu'à Édimbourg pour assister à des cours de sciences naturelles : durant six semaines, dans une station océanographique écossaise située à Granton sur le Firth of Forth, Bruce suit des cours pratiques de botanique et de zoologie sous la direction de Patrick Geddes et de John Arthur Thomson.
À la suite de cette expérience et de la rencontre de certains de ses contemporains les plus en avance en sciences naturelles, Bruce est résolu à rester en Écosse. Aussi, abandonne-t-il sa place à l'University College de Londres pour s'inscrire dans l'école de médecine de l'université d'Édimbourg. Cela lui permet de maintenir le contact avec ses mentors et lui donne l'occasion de travailler pendant son temps libre aux laboratoires d'Édimbourg où les spécimens ramenés de l'expédition du Challenger sont examinés et classés. Là, il travaille sous la direction de John Murray et de son assistant John Young Buchanan (en), et acquiert une compréhension plus profonde de l'océanographie et une expérience essentielle des principes de la recherche scientifique.

### Premiers voyages polaires

#### Dundee Whaling Expedition

Tailles comparées d'une espèce du genre Eubalaena et de l'homme.

La Dundee Whaling Expedition (1892-1893) est une prospection touchant le potentiel de la chasse à la baleine dans les eaux antarctiques en localisant une zone de passage réguliers de groupes de baleines. Des observations scientifiques et des recherches océanographiques sont également effectuées à bord des quatre baleiniers : le Balaena, l’Active, le Diana et le Polar Star. Bruce est recommandé par Hugh Robert Mill, une relation de Granton qui était devenu bibliothécaire à la Royal Geographical Society de Londres. Bien que cela implique une réduction de la durée de ses études de médecine, Bruce n'hésite pas et prend ses fonctions sur le Balaena sous la direction du capitaine Alexander Fairweather. Les quatre navires quittent Dundee le 6 septembre 1892.
L'expédition est relativement courte et Bruce est de retour en Écosse en 1893. Elle a échoué dans son principal objectif et a eu peu de profit scientifique. Aucune baleine du genre Eubalaena n'est trouvée et, afin de réduire le déficit de l'expédition, un abattage massif de phoques est ordonné, pour ramener les peaux et la graisse. Bruce n'apprécie pas cela, d'autant plus qu'il était prévu qu'il participe à la mise à mort. Les travaux scientifiques du voyage sont qualifiés, selon les mots de Bruce, de « misérable spectacle ». Dans une lettre adressée à la Royal Geographical Society, il écrit : « La façon de faire du capitaine [Fairweather] est loin d'être favorable à des travaux scientifiques ». Bruce se voit refuser l'accès aux données, de sorte qu'il n'est pas en mesure d'établir l'emplacement exact du massacre. Il est obligé de travailler « sur les bateaux » alors qu'il aurait dû faire des études météorologiques et d'autres observations, et aucune installation ne lui est autorisée pour la préparation des spécimens biologiques, dont beaucoup seront perdus par la négligence de l'équipage. Néanmoins, il écrit à la fin de sa lettre à la Royal Geographical Society : « Je tiens à remercier la Société de m'avoir aidé dans ce qui a été, malgré tous les inconvénients, une expérience charmante et instructive ». Dans une autre lettre à Mill, il souligne sa volonté d'aller de nouveau au Sud, en ajoutant : « le goût que j'ai eu, m'a rendu vorace ».
Dans les mois suivants, il fait des propositions pour une expédition scientifique vers la Géorgie du Sud, mais la Royal Geographical Society n'appuie pas ses plans. Début 1896, il examine une collaboration avec les Norvégiens, Henryk Bull et Carsten Borchgrevink pour tenter d'atteindre le pôle Sud magnétique, mais cela aussi ne s'est pas concrétisé.

#### Expédition Jackson-Harmsworth

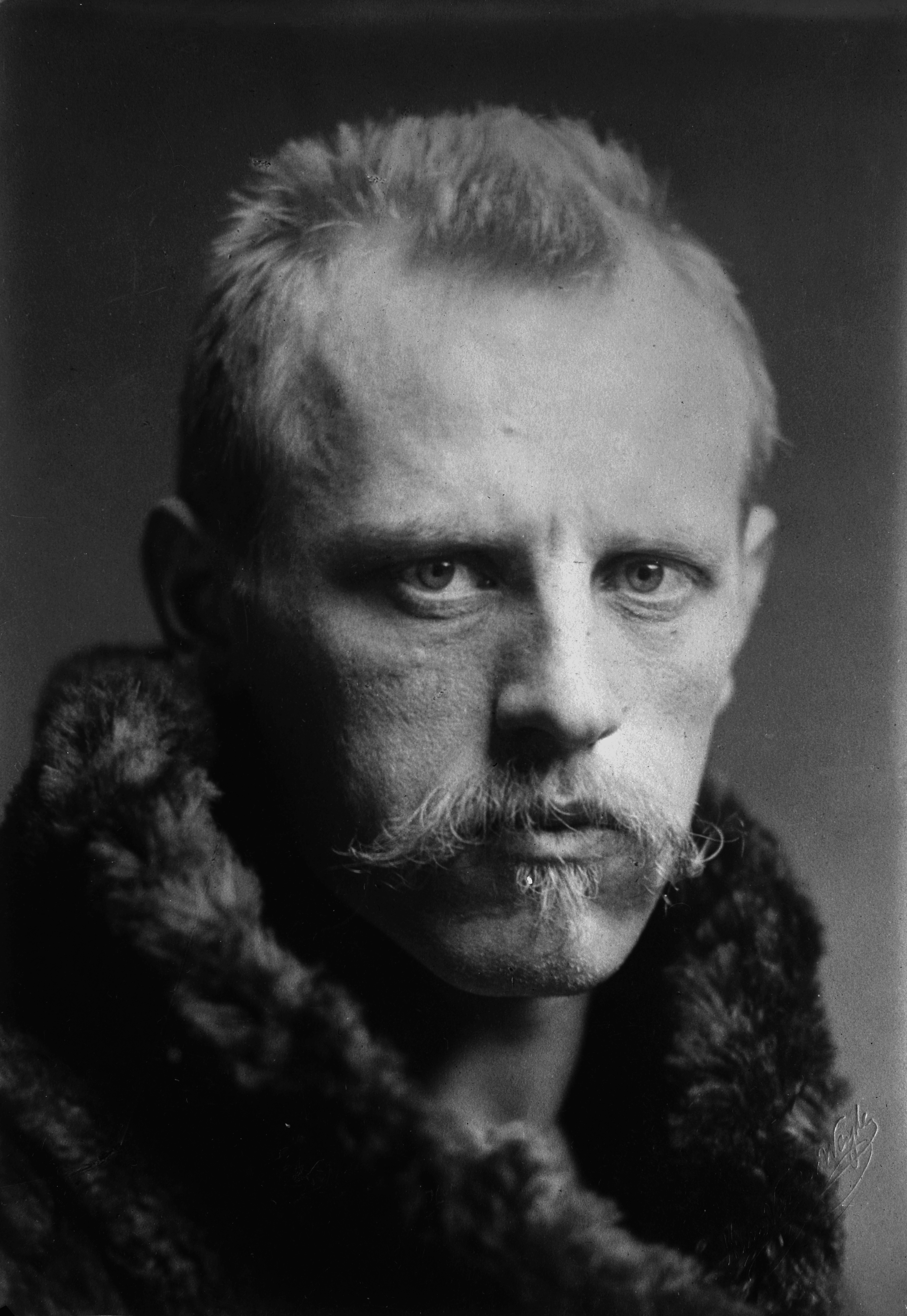
Fridtjof Nansen, explorateur polaire et prix Nobel de la paix

De septembre 1895 à juin 1896, Bruce travaille à la station météorologique du sommet de Ben Nevis, où il acquiert davantage d'expérience dans les méthodes scientifiques et dans l'emploi des différents instruments météorologiques. En juin 1896, de nouveau sur la recommandation de Mill, il quitte ce poste pour rejoindre l'expédition Jackson-Harmsworth, alors dans sa troisième année dans l'Arctique, sur l'archipel François-Joseph. Cette expédition, dirigée par Frederick George Jackson et financée par le magnat de la presse Alfred Harmsworth, avait quitté Londres en 1894. Les membres de l'expédition réalisent une étude détaillée de l'archipel qui avait été découvert, mais incorrectement cartographié, au cours d'une expédition autrichienne vingt ans plus tôt. L'équipe de l'expédition Jackson-Harmsworth est basée au cap Flora sur l'île Northbrook, l'île la plus méridionale. Les ravitaillements sont réalisés par des visites régulières du navire de l'expédition, le Windward, sur lequel Bruce navigue depuis Londres le 9 juin 1896.
Le Windward arrive le 25 juillet au cap Flora où Bruce trouve de façon inattendue, en plus des membres de l'équipe Jackson-Harmsworth, Fridtjof Nansen et son coéquipier Hjalmar Johansen. Les deux Norvégiens ont vécu sur la glace pendant plus d'un an depuis le départ de leur navire, le Fram, pour une tentative vers le pôle Nord et c'est par pure coïncidence qu'ils sont amenés au seul lieu habité à des milliers de kilomètres. Bruce mentionne la réunion avec Nansen dans une lettre adressée à Mill. Sa rencontre avec le célèbre Norvégien sera à l'origine de divers conseils et encouragements.
Au cours de son année au cap Flora, Bruce recueille près de 700 spécimens zoologiques, souvent dans des conditions très difficiles. Selon Jackson : « Ce n'est pas agréable de montrer ses talents dans une eau glacée, avec la température à quelques degrés au-dessous de zéro, ou de marcher avec difficulté en été dans la neige parfois fondue et la boue sur de nombreux kilomètres à la recherche de la vie animale, comme j'ai souvent vu faire M. Bruce ». Jackson nomme le cap Bruce en son honneur, à la limite nord de l'île Northbrook, à 80° 55' N. Jackson est moins satisfait du sentiment de propriété de Bruce envers ses spécimens qu'il refuse de confier au British Museum avec les autres trouvailles de l'expédition. Cette « tendance à la vanité scientifique » et le manque de tact dans les relations humaines, sont à l'époque les premières manifestations du caractère qui lui sera reproché plus tard au cours de sa vie.

#### Autres voyages en Arctique

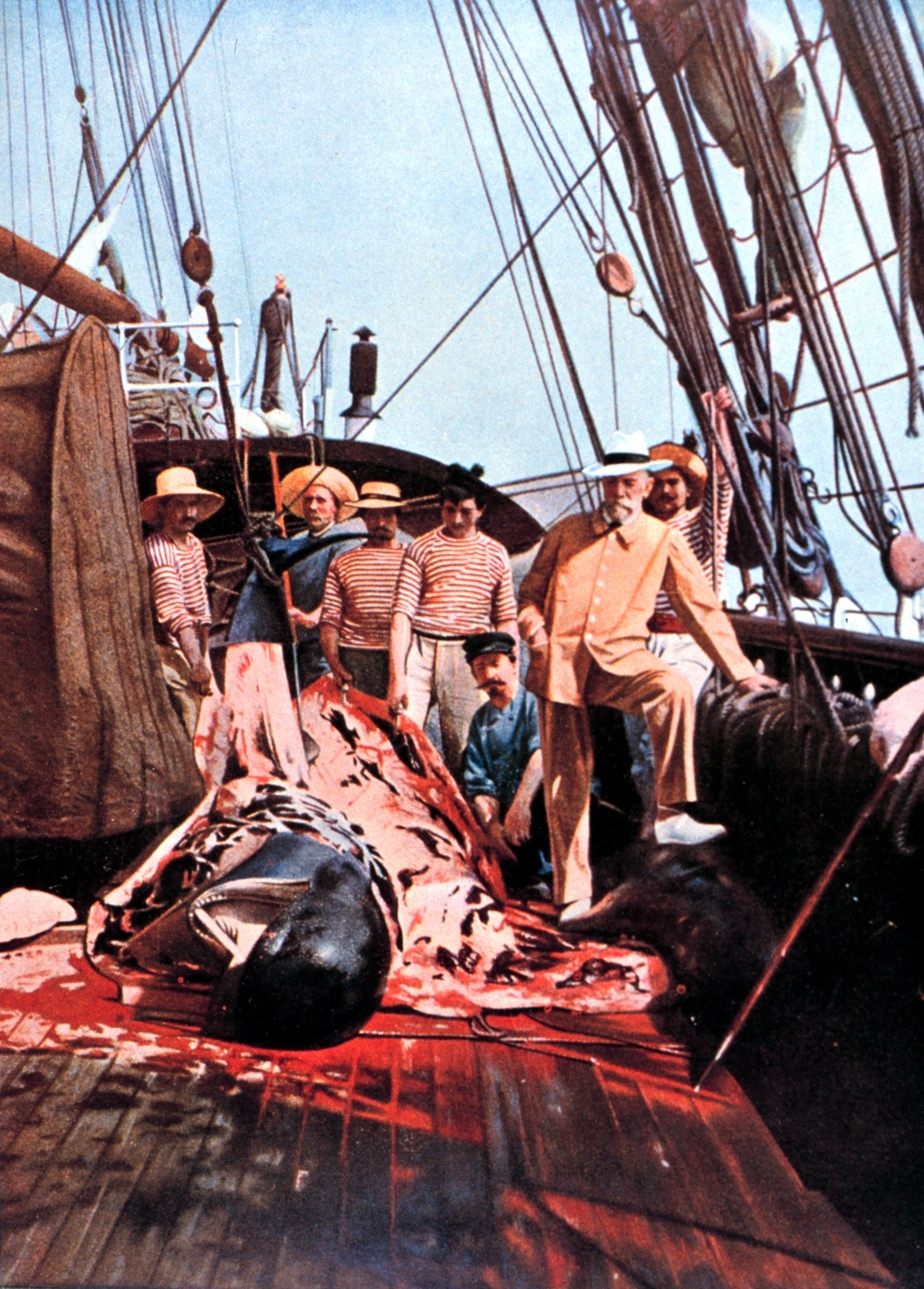
Le Prince Albert Ier de Monaco à bord du Princesse Alice avec un cétacé dépecé.

À son retour de l'archipel François-Joseph, Bruce travaille à Édimbourg en qualité d'assistant de son ancien mentor John Arthur Thomson et reprend ses fonctions à l'observatoire du Ben Nevis. En mars 1898, il reçoit une offre pour se joindre au major Andrew Coats pour un safari dans les eaux arctiques autour de la Nouvelle-Zemble et du Svalbard dans le yacht privé, le Blencathra. Cette proposition est d'abord faite à Hugh Robert Mill, mais celui-ci n'obtenant pas d'autorisation de la Royal Geographical Society, propose à nouveau Bruce pour le remplacer.
Andrew Coats est membre de la prospère famille de baronnets Coats, propriétaire de filatures textile, qui a fondé l'observatoire Coats de Paisley,. Bruce rejoint le Blencathra à Tromsø en Norvège en mai 1898, pour une exploration de la mer de Barents, la Nouvelle-Zemble et l'île de Kolgouïev, avant un retour à Vardø dans le nord-est de la Norvège pour un ravitaillement avant le voyage au Svalbard. Dans une lettre à Mill, Bruce déclare : « Il s'agit d'un pur voyage de plaisance et la vie est comme sur une croisière de luxe ». Cependant, son travail scientifique est effectué sans relâche : « J'ai fait quatre heures d'observations météorologiques et de récolte de données sur la température de la surface de la mer […] [j’]ai testé la salinité de l'eau avec l'hydromètre Buchanan […] ».
Le Blencathra navigue vers le Svalbard, mais bloqué par le pack, il retourne à Tromsø. Il y rencontre le navire de recherche Princesse Alice, conçu pour le prince Albert Ier de Monaco, l'un des principaux océanographes de l'époque. Bruce est ravi de l'invitation du prince à se joindre à lui à bord de la Princesse Alice pour un relevé hydrographique autour du Svalbard. Le navire navigue jusqu'à la côte ouest du Spitzberg, l'île principale, et visite Adventfjorden et Smeerenburg plus au nord. Au cours des dernières étapes du voyage, Bruce est chargé des relevés des observations scientifiques.
L'été suivant, Bruce est invité à se joindre au prince Albert sur une autre croisière océanographique au Svalbard. À Raudfjorden (latitude 80°N), Bruce gravit le sommet le plus élevé de la région, que le Prince baptise « Ben Nevis » en son honneur. Lorsque la Princesse Alice s'échoue sur un rocher submergé, le Prince Albert charge Bruce de préparer un camp pour hiverner, avec la conviction que le navire ne pourrait pas repartir. Heureusement, il est dégagé et peut rentrer à Tromsø pour des réparations.

### Mariage et vie de famille
L'emploi de Bruce à la suite de son retour du Svalbard de l'automne 1899 est inconnu. Toute sa vie, il a rarement un travail salarié, ses ressources provenant du mécénat ou des postes obtenus avec l'aide de ses relations. Au début 1901, il se marie à Jessie Mackenzie, qui a travaillé à Londres comme infirmière dans le service de chirurgie du père de Bruce. Le tempérament secret de Bruce, même au sein de son cercle d'amis ou pour ses collègues, est tel que des renseignements sur son mariage, comme sa date exacte ou son emplacement, n'ont pas été obtenus par ses biographes.
Les Bruce s'installent à Portobello dans la banlieue côtière d'Édimbourg, région qu'ils habiteront toujours malgré des déménagements dans différentes maisons. Un fils, Eillium Alastair, naît en avril 1902, et une fille, Sheila Mackenzie, sept ans plus tard. Au cours de ces années, Bruce fonde le Scottish Ski Club et en devient le premier président. Il est également cofondateur du zoo d'Édimbourg.
La vie d'explorateur de Bruce, de par son manque d'assurance financière, et ses fréquentes absences prolongées, mettent à rude épreuve le mariage et le couple se sépare autour de 1916. Toutefois, ils continuent à vivre dans la même maison, jusqu'à la mort de Bruce. Eillium devient un officier de la marine marchande, et par la suite commandant d'un navire océanographique des Fisheries Research Services qui porta le nom de Scotia.

### Expédition Scotia

#### Conflit avec Markham
Le 15 mars 1899, Bruce écrit à Sir Clements Markham à la Royal Geographical Society, en se proposant comme scientifique pour l'expédition Discovery, qui en est alors à l'état de projet à développer. La réponse de Markham est un simple accusé de réception de son offre après lequel Bruce n'a aucune nouvelle pendant un an. Ensuite, on lui dit, indirectement, de se proposer comme scientifique. Le 21 mars 1900, Bruce rappelle a Markham qu'il a déjà fait une demande une année plus tôt, et précise ses intentions : « Je ne suis pas sans espoir d'être en mesure de mobiliser suffisamment de fond pour pouvoir prendre un second navire britannique ». Il continue quelques jours plus tard, en indiquant que le financement d'un second navire est maintenant assuré, explicitant pour la première fois des références à une « expédition écossaise ».

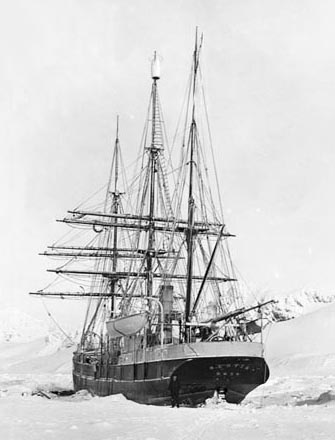
Le navire de l'expédition, le Scotia près de l'île Laurie.

Ceci alarme Markham, qui répond sur un agacement certain : « Une telle concurrence serait très préjudiciable à l'expédition […] Un second navire n'est pas nécessaire […] Je ne sais pas pourquoi cette rivalité sournoise devrait être initiée »,. Bruce répond en récusant la rivalité, et affirmant : « Si mes amis sont prêts à me donner l'argent pour mener à bien mes projets, je ne vois pas pourquoi je ne devrais pas l'accepter […] il y a plusieurs personnes qui soutiennent que l'utilisation d'un second navire est hautement souhaitable ». Markham écrit en retour : « Comme je fais de mon mieux pour vous prendre [dans l'expédition Discovery], j'ai eu le droit de penser que vous ne devriez pas prendre une telle mesure […] au moins sans me consulter […] Vous allez paralyser l'expédition nationale […] afin d'obtenir une expédition pour vous-même ». Bruce répond que les fonds qu'il a recueillis en Écosse n'auraient pas été utilisés pour un autre projet mais seulement pour celui-ci.
Il n'y a plus de correspondance entre Markham et Bruce hormis une courte note de Markham, en février 1901 : « Je peux maintenant voir les choses de votre point de vue et je vous souhaite beaucoup de succès ». Cependant, ce message est contredit par l'attitude ultérieure de Markham à l'égard de l'expédition écossaise.

#### Le voyage duScotia
Avec le soutien financier de la famille Coats, Bruce achète un baleinier norvégien, le Hekla qu'il renomme Scotia après l'avoir transformé en un navire océanographique entièrement équipé pour la recherche antarctique. Il engage ensuite un équipage et une équipe scientifique composés uniquement d'Écossais,. Le Scotia quitte Troon le 2 novembre 1902 et met cap au Sud vers l'Antarctique où Bruce veut mettre en place des quartiers d'hiver dans la zone de la mer de Weddell, c'est-à-dire « aussi proche du pôle Sud que possible ». Le 22 février, le navire atteint 70° 25′ S, mais est bloqué par le pack. Le Scotia se dirige alors vers l'île Laurie dans les îles Orcades du Sud et y passe l'hiver. Une station météorologique baptisée Omond House est créée dans le cadre des travaux scientifiques.
En novembre 1903, le Scotia navigue vers Buenos Aires pour réparations et ravitaillement. En Argentine, Bruce négocie un accord avec le gouvernement grâce auquel Omond House devient une station météorologique permanente, sous contrôle argentin. Rebaptisé Base Orcadas, le site est continuellement en activité depuis lors et constitue la plus ancienne station météorologique encore en service dans l'Antarctique. En janvier 1904, le Scotia part à nouveau vers le sud pour explorer la mer de Weddell. Le 6 mars, une nouvelle terre à l'est de la zone est aperçue ; Bruce la nomme Terre de Coats d'après les mécènes de l'expédition. Le 14 mars, à 74° 01′ S, et risquant d'être bloqué par le pack, le navire retourne vers le nord. Le long voyage de retour en Écosse, en passant par Le Cap, est achevé à Millport le 21 juillet 1904.
Cette expédition ramène une grande collection de spécimens zoologiques, notamment marins et botaniques. Elle effectue de nombreux travaux hydrographiques, magnétiques et des observations météorologiques. Cent ans plus tard, au cours d'une expédition, certains scientifiques reconnaissent que le travail de l'expédition du Scotia a « jeté les bases des études modernes sur les changements climatiques » et que son travail expérimental a montré que cette partie du monde est d'une importance cruciale pour le climat mondial. Selon l'océanographe Tony Rice, il s'agit d'un programme plus complet que n'importe quelle autre expédition antarctique de l'époque. Cependant, la réception de l'expédition à son retour en Grande-Bretagne est relativement discrète, même si son travail est très apprécié au sein de certaines parties de la communauté scientifique. Bruce a du mal à récolter des fonds pour publier ses résultats scientifiques et accuse Clements Markham du manque de reconnaissance nationale.

### Années post-Scotia

#### Laboratoire océanographique écossais

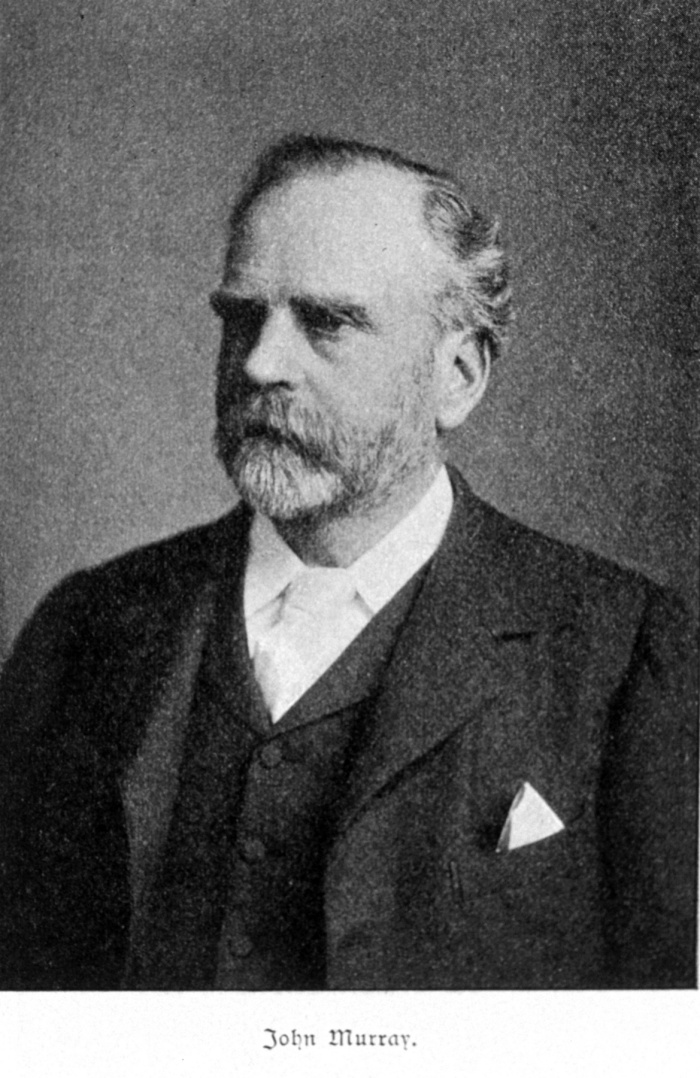
L'océanographe John Murray.

La collection de spécimens de Bruce, recueillie durant plus d'une décennie en Arctique et Antarctique, a besoin d'un lieu de conservation permanent. Bruce a besoin personnellement d'un centre à partir duquel il pourrait exploiter ses rapports scientifiques de l'expédition du Scotia afin de les publier. Il obtient des locaux dans la rue Nicolson à Édimbourg, dans lesquels il crée un laboratoire et un musée, le laboratoire océanographique écossais (Scottish Oceanographical Laboratory) avec l'ambition ultime que celui-ci devienne l'Institut océanographique national écossais (Scottish National Oceanographic Institute). Il est inauguré par le Prince Albert en 1906.
Dans ces locaux, Bruce entrepose le matériel météorologique et océanographique en préparation de futures expéditions. Il organise également des rencontres avec d'autres explorateurs comme Fridtjof Nansen, Ernest Shackleton et Roald Amundsen. Sa tâche principale est cependant l'exploitation des rapports scientifiques du Scotia. Ils sont finalement publiés, à un coût considérable et avec beaucoup de retard entre 1907 et 1920, à l'exception d'un volume personnel de notes de Bruce qui est resté inédit jusqu'à sa découverte en 1992. Bruce entretient une large correspondance avec les experts, y compris Joseph Dalton Hooker, qui a voyagé en Antarctique avec l'expédition Erebus et Terror de James Clark Ross en 1839-1843 et à qui Bruce dédie son court livre Polar Exploration.
En 1914, des discussions débutent en vue de trouver des locaux permanents plus grands, à la fois pour la collection de Bruce et, à la suite de la mort la même année de l'océanographe John Murray, pour les spécimens et la bibliothèque de l'expédition du Challenger. Bruce propose que le nouveau centre soit créé comme un monument à la mémoire de Murray. L'accord est unanime, mais le projet est stoppé par le déclenchement de la Première Guerre mondiale et n'a jamais été relancé,.
Le laboratoire océanographique écossais continue de fonctionner jusqu'en 1919, lorsque Bruce, en mauvaise santé, est contraint de le fermer, dispersant sa collection et ses travaux au musée royal d'Écosse, à la Royal Scottish Geographical Society (RSGS) et à l'université d'Édimbourg.

#### Autres projets pour l'Antarctique
Le 17 mars 1910, Bruce fait des propositions à la Royal Scottish Geographical Society pour faire une nouvelle expédition écossaise en Antarctique. Son plan prévoit un hivernage dans ou près de la Terre de Coats pendant que le navire mènerait un autre groupe à la mer de Ross, de l'autre côté du continent. Au cours de la deuxième saison de l'équipe en Terre de Coats, elle devra traverser le continent à pied, via le pôle Sud, tandis que l'équipe de la mer de Ross partirait aussi vers le sud pour assister la première équipe, notamment en termes de ravitaillement. L'expédition devrait également procéder à une vaste recherche océanographique et scientifique. Bruce estime que le coût total est de l'ordre de 50 000 livres sterling, soit au moins 3,5 millions de livres sterling de 2008 ou un peu plus de 4,4 millions d'euros.
La Royal Scottish Geographical Society est favorable à ces propositions, de même que la Royal Society of Edinburgh, l'université d'Édimbourg et d'autres organismes écossais. Toutefois, le moment n'est pas propice, la Royal Geographical Society de Londres étant entièrement occupée avec l'expédition Terra Nova de Robert Falcon Scott et ne montre aucun intérêt pour les plans de Bruce. Aucun mécène ne se manifeste et le lobbying intense sur le gouvernement pour un soutien financier échoue. Bruce, comme à son habitude, soupçonne que ses efforts avaient été sapés par Clements Markham, toujours influent et en place malgré son âge. En fin de compte, admettant que son entreprise n'aura pas lieu, il donne un appui généreux et des conseils à Ernest Shackleton qui en 1913 annonce ses propres plans, similaires à ceux de Bruce, de l'expédition Endurance. Shackleton non seulement reçoit £10 000 de la part du gouvernement, mais soulève d'importantes sommes provenant de sources privées, y compris environ £24 000 de l'industriel écossais James Key Caird de Dundee,.
L'expédition de Shackleton est une aventure épique, avec notamment la perte de son navire, mais n'a pas atteint son objectif de traversée transcontinentale. Bruce n'est pas consulté par le comité de secours de Shackleton menant l'opération de sauvetage de 1916. Bruce écrira plus tard, qu'il les supposait morts.

#### Prospection minière

Carte du Svalbard.

Au cours de son exploration du Svalbard et notamment l'île du Spitzberg — qui était auparavant le nom de l'archipel complet — avec Albert Ier de Monaco en 1898 et 1899, Bruce a détecté la présence de charbon, de gypse et éventuellement de pétrole dans le sol. Durant les étés 1906 et 1907, il accompagne à nouveau le prince sur l'archipel, avec le principal but de cartographier Prins Karls Forland, île inexplorée au cours du premier voyage. Bruce trouve là d'autres gisements de charbon et des traces de fer. Sur la base de ces découvertes, Bruce crée une entreprise de prospection minière, le Scottish Spitzberg Syndicate en juillet 1909.
À cette époque, en droit international, le Svalbard est considéré comme terra nullius et le droit d'extraire des ressources du sol peut être obtenu par simple demande. Le syndicat obtient l'autorisation de travailler sur Prins Karls Forland et sur les îles de Barentsøya et d'Edgeøya notamment. Une somme de £4 000 sur un objectif de £6 000 est recueillie pour financer une expédition de prospection approfondie au cours de l'été 1909 avec un navire affrété par une équipe scientifique. Les résultats sont cependant « décevants » et le voyage absorbe la quasi-totalité des fonds du syndicat.
Bruce effectue en 1912 et 1914, deux autres visites au Svalbard, mais le déclenchement de la Première Guerre mondiale empêche de plus amples développements. Cependant, au début de l'année 1919, l'ancien syndicat est remplacé par un autre plus grand et mieux financé. Bruce espère découvrir du pétrole, mais les expéditions scientifiques de 1919 et 1920 ne confirment pas sa présence, bien que de nouveaux gisements de charbon et de minerai de fer soient découverts. Par la suite, Bruce est trop malade pour continuer sa participation au syndicat. La nouvelle société dépense plus que son capital sur ces projets de prospection et, sous divers propriétaires successifs jusqu'en 1952, elle ne découvre jamais d'extraction économiquement intéressante.

### Fin de sa vie

#### Médaille polaire
Au cours de sa vie, Bruce reçoit de nombreux prix comme la Gold's Medal de la Royal Scottish Geographical Society en 1904, la « Patron's Medal » de la Royal Geographical Society en 1910, la « Patrick Neill Medal » de la Royal Society of Edinburgh en 1913 et la Livingstone Medal de l’American Geographical Society en 1920. Il reçoit également un doctorat honoris causa de Doctor of Letters de l'université d'Aberdeen. L'honneur qui lui échappe est cependant la Médaille polaire, décernée par le souverain du Royaume-Uni sur proposition de la Royal Geographical Society. Bien que la médaille ait été attribuée à des membres des expéditions en Antarctique au début du XXe siècle, qu'elles émanent d'un pays du Commonwealth of Nations ou non, l'expédition Scotia est l'exception.
Bruce et ses proches blâment Clements Markham pour cet ostracisme et cette question est soulevée à maintes reprises, avec toutes personnes susceptibles de quelques influences. Robert Neal Rudmose-Brown, chroniqueur de l'expédition Scotia et, plus tard, premier biographe de Bruce, écrit dans une lettre de 1913 au président de la Royal Scottish Geographical Society que cette négligence est « peu importante dans l'histoire de l'Écosse et des Écossais ». Bruce écrit en mars 1915 au président de la Royal Society of Edinburgh, qui répond que Markham a effectivement beaucoup à voir avec cette décision. Après la mort de Markham, en 1916, Bruce envoie une longue lettre à son député, Charles Edward Price (en), détaillant la malveillance de Clements à son égard et à l'égard de l'expédition Scotia, terminant sa lettre par un « cri » de désespoir au nom de ses anciens camarades : « Robertson [Thomas Robertson, le capitaine du Scotia] est en train de mourir sans son ruban blanc bien mérité ! Le second est mort !! Le chef mécanicien est mort !!! Tous comme de bons hommes qui ont jamais servi sur une expédition polaire, mais ils n'ont toujours pas reçu le ruban blanc ». Aucune action ne suit cette réclamation.
Près d'un siècle plus tard, la question est soulevée au Parlement écossais. Le 4 novembre 2002 Michael Russell, futur ministre de l'Environnement, présente une motion relative au centenaire de l'expédition Scotia, qui conclut : « Le Comité consultatif de la médaille polaire devrait recommander l'attribution posthume de la médaille polaire au Dr Bruce William Speirs, en reconnaissance de son statut comme l'un des principaux acteurs de l'exploration scientifique polaire du début du xxe siècle ». En dépit de cet effort, en juin 2008, la médaille polaire n'est toujours pas accordée.

#### Dernières années
Après le déclenchement de la Première Guerre mondiale en 1914, l'entreprise de prospection de Bruce est freinée. Il offre ses services à l'Amirauté, mais n'obtient pas de poste. En 1915, il accepte le poste de directeur d'une entreprise de chasse à la baleine installée dans les Seychelles et y passe quatre mois jusqu'à la faillite de celle-ci. À son retour en Grande-Bretagne, il obtient finalement un poste mineur à l'Amirauté.
Bruce continue de travailler et de faire pression pour la reconnaissance de l'expédition, mettant en évidence les différences de traitement entre l'expédition Scotia et les autres expéditions britanniques. Quand la guerre prend fin, il tente de relancer ses divers intérêts en jeu, mais sa santé défaillante le force à fermer son laboratoire. Durant le voyage de 1920 au Svalbard, il n'a qu'un rôle de conseiller et n'est pas en mesure de participer activement aux travaux. Au retour, il est confiné dans l'Infirmerie royale d'Édimbourg et plus tard à l'Hôpital Liberton d'Édimbourg où il meurt le 28 octobre 1921. Conformément à ses vœux, il est incinéré et ses cendres sont transportées en Géorgie du Sud avant d'être dispersées dans l'océan Austral. En dépit de son revenu irrégulier et de son manque général de fonds, son héritage s'élève à £7 000, soit une valeur d'au moins £220 000 ou 280 000 € de 2008.

### Postérité
Après la mort de son ami de longue date, Bruce, son collègue Robert Neal Rudmose-Brown écrit, dans une lettre au père de Bruce : « Son nom est à jamais inscrit parmi les grands explorateurs et les martyrs du dévouement scientifique altruiste ». La biographie de Bruce par Rudmose-Brown est publiée en 1923, et la même année, un comité conjoint des sociétés savantes d'Édimbourg met en place le Bruce Memorial Prize, un prix pour les jeunes scientifiques polaires. Par la suite, bien que son nom continue d'être respecté dans les milieux scientifiques, Bruce et ses réalisations sont oubliés par le grand public. Mentionné occasionnellement dans l'histoire polaire, les biographies sur les grands hommes comme Robert Falcon Scott et Ernest Shackleton ont tendance à être inexactes et minimisent même parfois son apport.

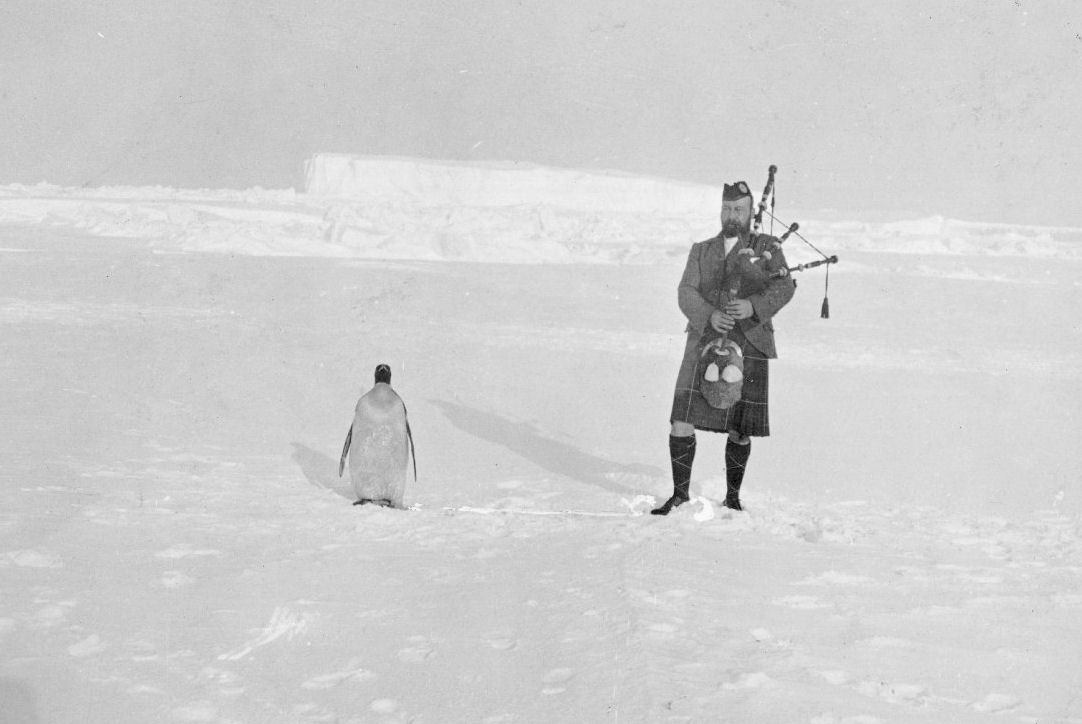
Un symbole de l'expédition Scotia, Gilbert Kerr jouant de la cornemuse près d'un manchot.

Les premières années du XXIe siècle, cependant, voient une réévaluation des travaux de Bruce, probablement liée au centenaire de l'expédition et au sentiment d'identité nationale en Écosse. Une expédition de 2003, avec un navire de recherche nommé Scotia, utilise des informations recueillies par Bruce en tant que base de l'examen des changements climatiques dans la Géorgie du Sud. Cette expédition prédit de « dramatiques conclusions » relatives au réchauffement de la planète à partir de ses recherches, et dédie cette contribution comme un « hommage au héros polaire oublié de la Grande-Bretagne, William Spiers Bruce ». Un nouveau biographe, Peter Speak, affirme en 2003 que l'expédition Scotia est « de loin l'expédition scientifique de l'âge héroïque la plus rentable et la plus soigneusement planifiée [de l'exploration dans l'Antarctique (1895-1922)] ».
Le même auteur analyse les raisons pour lesquelles les efforts de Bruce pour capitaliser sur ce succès ont été voués à l'échec, et estime que c'est une combinaison de son tempérament timide, solitaire, peu charismatique et de son « fervent » nationalisme écossais. Bruce manquait apparemment de talent en relations publiques et de capacité à promouvoir son travail après la « mode » de Scott et de Shackleton. Un ami de longue date décrit Bruce comme étant « aussi piquant qu'un chardon écossais ». À certaines occasions, il s'est comporté sans tact, comme avec Frederick George Jackson sur la question des spécimens ramenés de l'archipel François-Joseph et à une autre occasion à la Royal Geographical Society sur une question de budget mineure. Il s'est fait de Clements Markham un puissant et durable ennemi, dont l'influence a été déterminante sur l'attitude de Londres envers lui pendant de nombreuses années après leur différend initial.
Quant à son nationalisme, il tient à voir l'Écosse sur un pied d'égalité avec l'Angleterre, dans un Royaume-Uni fédéral au cœur de l'Empire britannique. Son patriotisme a été intense. Dans une note préparatoire au voyage du Scotia, il écrit : « Alors que la Science a été le talisman de l'expédition, l’Écosse a été le blason sur son drapeau ». Cette insistance sur la nature écossaise de ses entreprises a pu être gênante pour ceux qui ne partageaient pas sa conviction. Toutefois, il conserve le respect et la dévotion de ceux avec qui il a mené ces travaux et qui le connaissent depuis longtemps. John Arthur Thomson, qui a connu Bruce depuis Granton, écrit de lui lors de sa rencontre avec Rudmose-Brown pour la biographie de 1923 : « Nous ne l'avons jamais entendu se plaindre de lui-même, quoiqu'il devienne chatouilleux dès qu'une remarque était faite sur ses hommes, ses collègues, son laboratoire ou son Écosse. Se réveillait alors le volcan qui sommeillait dans cet esprit d'habitude doux et paisible ».